# Kanton Colombes-Sud
Kanton Colombes-Sud (fr. Canton de Colombes-Sud) je francouzský kanton v departementu Hauts-de-Seine v regionu Île-de-France. Tvoří ho jižní část města Colombes.